# Centroglossa greeniana
Centroglossa greeniana är en orkidéart som först beskrevs av Heinrich Gustav Reichenbach, och fick sitt nu gällande namn av Célestin Alfred Cogniaux. Centroglossa greeniana ingår i släktet Centroglossa och familjen orkidéer. Inga underarter finns listade i Catalogue of Life.